# Hispanismo

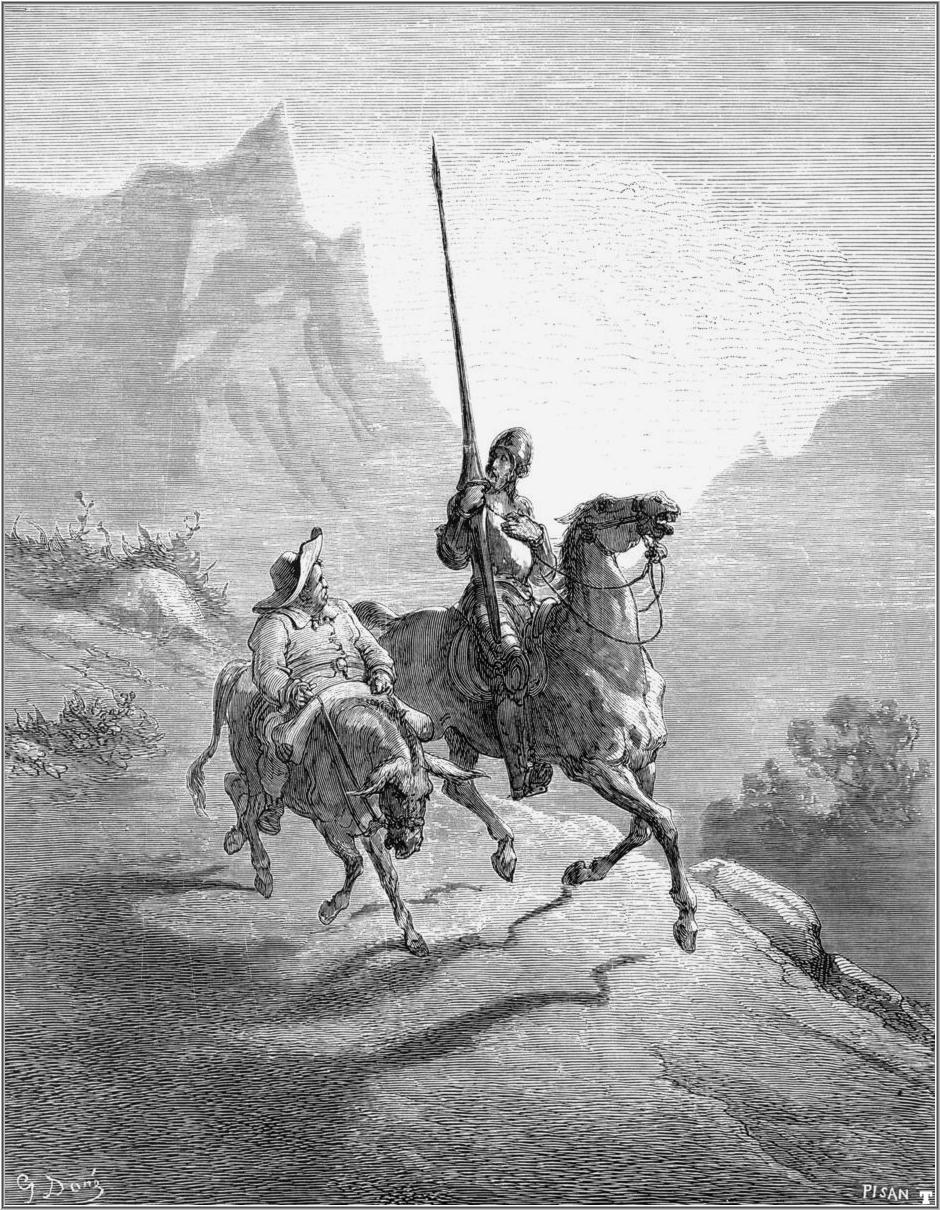
Ilustração de Gustave Doré para Don Quijote (1863)

Hispanismo em resumo é o estudo da cultura espanhola e hispano-americana, em particular do idioma, e se propagou mais intensamente durante o Século de Ouro Espanhol no século XVI.

## Origens
Durante o século XVI, tudo o que de novo chegava à Europa, provinha de Portugal e da Espanha: novas terras conquistadas, novos temas, novos gêneros e personagens literários, novas danças, novas moedas, entre outros. Prontamente, portanto, houve a necessidade de se conhecer o idioma espanhol para satisfazer mais plenamente esta curiosidade, também movida por interesses comerciais e econômicos, pois havia a nova potência política, a primeira a ostentar um império europeu e ultra-marino na nova Europa do Renascimento.
Para responder a esta demanda, tomaram em primeiro lugar a pena de escritores espanhóis como Antonio de Nebrija, autor da primeira gramática impressa em língua românica, a Gramática Castellana de 1492, ou Juan de Valdés, que compôs para seus amigos italianos desejosos de aprender castelhano, o seu Diálogo de la Lengua; o licenciado Villalón escreveu sem sua Gramática castellana (Antuérpia, 1558) que o castelhano era falado por flamencos, italianos, ingleses, e franceses.
Durante muito tempo, sobretudo entre 1550 e 1670, foram produzidas pelas imprensas europeias, uma quantidade impressionante de gramáticas espanholas, e de dicionários que relacionavam o espanhol com alguma das outras línguas; duas das gramáticas mais antigas foram impressas justamente em Lovaina, na Bélgica: Útil y breve institución para aprender los principios y fundamentos de la lengua española (1555)e a Gramática de la lengua vulgar española (1559), sendo que as duas são de autores anônimos.
Entre os autores estrangeiros de maior destaque em gramáticas espanholas estão os italianos Giovanni Mario Alessandri (1560) e Giovanni Miranda (1566); os ingleses Richard Percivale (1591), John Minsheu (1599) e Lewis Owen (1605); os franceses Jean Saulnier (1608) e Jean Doujat (1644); e o alemão Heinrich Doergangk (1614), além do holandês Carolus Mulerius (1630).
Compuseram dicionários o italiano Girolamo Vittori (1602), o inglês John Torius (1590), e os franceses Jacques Ledel (1565), Jean Palet (1604) e François Huillery (1661. Teve também sua importância a contribuição léxica ao hispanismo francês do alemão Heinrich Hornkens (1599) e do franco-espanhol Pere Lacavallería (1642).
Outros uniram em suas obras gramáticas e dicionários, tiveram especial importância a respeito as obras do inglês Richard Percivale (1591), do francês César Oudin (1597, 1607), do italiano Lorenzo Franciosini (1620, 1624), de Arnaldo de la Porte (1659, 1669) e do austriaco Nicholas Mez von Braidenbach (1666, 1670. Franciosini e Oudin foram, além disto, tradutores do Don Quixote. A lista não é de forma alguma completa e gramáticas e dicionários tinham geralmente um grande número de reimpressões, adaptações, traduções, e até mesmo redesenho (o GRAMMAIRE de la langue et de observações espagnolle de Oudin, por exemplo, foi traduzido em latim e Inglês ) e, portanto, não se cabe exagerar o grande impacto da língua espanhola na Europa a partir dos séculos XVI e XVII.
No século XIX coincidindo com a perda do império colonial espanhol, no início e no final desse século com o surgimento de novas repúblicas latino-americanas, brotam na Europa e nos Estados Unidos um interesse renovado na história, literatura, e cultura hispânica da antiga grande potência, agora decadente, e suas colônias agora independentes.
Durante o Romantismo se firma a imagem de uma Espanha medieval exótica, de um país novelesco e uma cultura mestiça, que seduz a imaginação dos escritores dessa corrente, e faz a muitos se interessarem pela literatura, lendas, e tradições espanholas. Os livros de viajantes, escritos para então manter ainda mais vivo este interesse, acabam por despertar um impulso mais sério e científico acerca do estudo da cultura espanhola e hispano-americana, que não tem palavra definida para denominar-se em espanhol, e foi designada ao final do séc. XIX com os vocábulos hispanófilo e hispanofilia, e que no princípio do sec. XX terminou por se chamar hispanismo.
Este se define, então, como o estudo da cultura espanhola e hispano-americana, em especial de seu idioma por parte de estrangeiros, ou pessoas que não foram educadas no seio da cultura espanhola. As nações hispanicas não se mantinham acompanhado este interesse, que reflete indiretamente em seu benefício, até que recentemente foi fundado o Instituto Cervantes, em paralelo com instituições como o British Council ou o Instituto Goethe. 
Por outro lado, as comunidades autonomas espanholas, desejosas de entesourarem este interesse, tem procurado desenvolve rtambém dentro do hispanismo suas próprias partes de mercado, fazendo-se representar no seio da cultura hispanica, a catalanística, a vasquística, e a galleguística; sem embargo, a faceta mais interessante do hispanismo internacional não é nenhuma detas, mas sim a hispanoamericanística.

## Hispanismo em Portugal e no Brasil

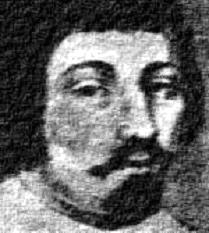
Francisco Manuel de Melo

A integração do Brasil no Mercosul tem criado a necessidade de uma relação mais estreita com o mundo hispânico e de um conhecimento melhor da lingua espanhola, razão pela qual o estado brasileiro tem tentado promover a inserção do idioma espanhol no ensino obrigatório do país.
Um grande núcleo de hispanistas se estabeleceu na Universidade de São Paulo integrado por Fidelino de Figueiredo, Luis Sánchez e Fernández e José Lodeiro. Em 1991 foi criado o Anuário Brasileiro de Estudos Hispânicos, publicação que tem facilitado a difusão dos hispanistas no país. No ano 2000 teve lugar o I Congresso Brasileiro de Hispanistas, cujas atas foram publicadas sob o título de Hispanismo 2000.
Nessa ocasião foi fundada a Associação Brasileira de Hispanistas; diante deste interesse no Brasil, é curiosa a ociosidade do hispanismo português, cuja associação foi fundada apenas em 2005. As investigações portuguesas nesta área são na maioria comparativistas e, basicamente, referem-se às questões Luso-Espanholas, em parte devido a razões administrativas e acadêmicas. A revista Península é uma das mais importantes. 
Perante isto, o hispanismo português parece um pouco desbotado e, de certa forma, há uma relação de desconfiança mútua entre as duas culturas com base em uma história de mal-entendido e que provém da grande escolha da Espanha no século XV por Castela Catalunha. No entanto no Portugal renascentista, escritores escreveram em ambas as línguas, como o dramaturgo Gil Vicente, Jorge de Montemayor ou, mais tarde, o historiador Francisco Manuel de Melo.

## Bibliografía
- Diccionario de literatura española. Madrid: Revista de Occidente, 1964 (3.ª ed.)